# Kouzhen (sockenhuvudort i Kina, Shaanxi, lat 34,71, long 108,70)
Kouzhen (kinesiska: 口镇) är en sockenhuvudort i Kina. Den ligger i provinsen Shaanxi, i den nordvästra delen av landet, omkring 52 kilometer norr om provinshuvudstaden Xi'an. Antalet invånare är 22 814. Befolkningen består av 10 923 kvinnor och 11 891 män. Barn under 15 år utgör 13,0 %, vuxna 15-64 år 77 %, och äldre över 65 år 8,0 %.
Runt Kouzhen är det tätbefolkat, med 613 invånare per kvadratkilometer. Närmaste större samhälle är Yunyang, 12,9 km sydost om Kouzhen. Trakten runt Kouzhen består till största delen av jordbruksmark.
Genomsnittlig årsnederbörd är 619 millimeter. Den regnigaste månaden är september, med i genomsnitt 142 mm nederbörd, och den torraste är december, med 1 mm nederbörd.